# Ride wit Us or Collide wit Us
Albums de Outlawz
Still I Rise
(1999) Novakane
(2001)
Ride wit Us or Collide wit Us est le premier album studio du groupe Outlawz, sorti le 7 novembre 2000.
L'album s'est classé 6e au Top Independent Albums, 16e au Top R&B/Hip-Hop Albums et 95e au Billboard 200.

## Liste des titres
| No  | Titre                                | Durée |
| --- | ------------------------------------ | ----- |
| 1.  | Intro                                | 0:36  |
| 2.  | Outlaw 2000                          | 4:41  |
| 3.  | Life Is What You Make It             | 3:31  |
| 4.  | Black Rain                           | 5:04  |
| 5.  | Hang On                              | 4:25  |
| 6.  | Soldier to a General                 | 4:12  |
| 7.  | When I Go                            | 3:46  |
| 8.  | Who?                                 | 4:04  |
| 9.  | The Nyquil Theory (Interlude)        | 1:01  |
| 10. | Fuck With Me                         | 4:09  |
| 11. | Get Paid (featuring TQ)              | 4:26  |
| 12. | Good Bye                             | 5:05  |
| 13. | Mask Down (featuring H-Ryda)         | 3:30  |
| 14. | Nobody Cares                         | 4:33  |
| 15. | Geronimo Ji Jaga (Interlude)         | 1:35  |
| 16. | Maintain                             | 5:07  |
| 17. | Smash (featuring Spice 1 et Bad Azz) | 5:10  |
| 18. | Jersey Mob (Interlude)               | 0:53  |
| 19. | Murder Made Easy                     | 4:51  |